# Seekogel (Lechtaler Alpen)
De Seekogel is een 2412 meter hoge bergtop in de Lechtaler Alpen in het Oostenrijkse Tirol.
De Seekogel behoort tot de Parseiergroep en is de huisberg van de ten zuiden van de berg gelegen Memminger Hütte (2242 meter). Beklimming van de groene top vanaf deze berghut neemt gemiddeld slechts vijftig minuten in beslag.